# Firle
Firle är en civil parish i Storbritannien.   Den ligger i grevskapet East Sussex och riksdelen England, i den södra delen av landet, 80 km söder om huvudstaden London. Antalet invånare är 327. Arean är 13,9 kvadratkilometer.
Terrängen i Firle är lite kuperad.